# Glomus fuegianum
Glomus fuegianum är en svampart som först beskrevs av Speg., och fick sitt nu gällande namn av Trappe & Gerd. 1974. Glomus fuegianum ingår i släktet Glomus och familjen Glomeraceae.   Inga underarter finns listade i Catalogue of Life.